# Torneo Federal C
O Torneo Federal C foi uma competição entre clubes de futebol da Argentina e formava a quinta divisão (ou quinto nível) do futebol argentino junto com a Primera D.[carece de fontes?] O certame foi organizado pelo Conselho Federal do Futebol Argentino (CFFA), órgão interno da Associação do Futebol Argentino (AFA) que congrega as ligas do interior do país, e contou com a participação dos clubes indiretamente afiliados à AFA, ou seja, os clubes oriundos das ligas regionais (ou locais).
O Torneo Federal C foi criado em 2015 como substituto do Torneo Argentino C (oficialmente: Torneo del Interior) e foi substituído em 2019 pelo Torneo Regional Federal Amateur.

## Visão geral

### Regulamento
O sistema de disputa do torneio contou com duas etapas, uma classificatória e uma fase final, em todas as suas edições. A fase classificatória obedeceu a regra de pontos corridos e os os clubes foram divididos em grupos e de acordo com a pontuação, os melhores avançaram para a fase seguinte. Na fase final, disputada no formato "mata-mata", os clubes enfrentaram várias rodadas eliminatórias que terminava em promoções para a divisão superior.

### Acessos para o Torneo Federal B (quarta divisão)
Quanto ao número de times promovidos, esse valor variou de acordo com a edição, na primeira edição em 2015 foram 7 promoções, em 2016 foram 4, na temporada de 2016–17 foram 16 promovidos e na última edição tivemos 16 acessos.

### Participantes
O número de clubes participantes do torneio variou de ano para ano: 257 em 2015, 266 em 2016, 310 em 2016–17 e 353 em 2018.

## Edições
A seguir temos a lista de todos os campeões do Torneo Federal C:
| Edição | Campeões                           |
| ------ | ---------------------------------- |
| 2015   | Atlético Uruguay (CdU)             |
| 2015   | Belgrano (San Nicolás)             |
| 2015   | San Martín Iglesia (Rodeo)         |
| 2015   | General San Martín (Formosa)       |
| 2015   | Sansinena (General Cerri)          |
| 2015   | Sportivo Guzmán (Tucumán)          |
| 2015   | Sportsman (Carmen de Areco)        |
| 2016   | ADIUR (Rosario)                    |
| 2016   | Atenas (Río Cuarto)                |
| 2016   | Defensores de Esquiú (Catamarca)   |
| 2016   | Jorge Newbery (Comodoro Rivadavia) |

| Edição | Campeões                            |
| ------ | ----------------------------------- |
| 2017   | Olimpia Juniors (Caleta Olivia)     |
| 2017   | Juan José Moreno (Puerto Madryn)    |
| 2017   | Huracán (Ingeniero White)           |
| 2017   | Independiente (Tandil)              |
| 2017   | Atlético Baradero                   |
| 2017   | Sports (Salto)                      |
| 2017   | Central Argentino (La Banda)        |
| 2017   | Atenas (Río Cuarto)                 |
| 2017   | Huracán (Las Breñas)                |
| 2017   | Central Goya                        |
| 2017   | Arsenal (Viale)                     |
| 2017   | Juventud Pueyrredón (Venado Tuerto) |
| 2017   | Sportivo Del Bono (San Juan)        |
| 2017   | Andes FBC (General Alvear)          |
| 2017   | Deportivo Aguilares                 |
| 2017   | Los Cachorros (Salta)               |

| Edição | Campeões                                        |
| ------ | ----------------------------------------------- |
| 2018   | Unión San Martín Azcuénaga (Comodoro Rivadavia) |
| 2018   | Argentinos del Norte (General Roca)             |
| 2018   | El Fortín (Olavarría)                           |
| 2018   | Huracán (Saladillo)                             |
| 2018   | 9 de Julio (Chacabuco)                          |
| 2018   | Everton (La Plata)                              |
| 2018   | SC Victoria (San Luis)                          |
| 2018   | Fundación Amigos (Mendoza)                      |
| 2018   | Independiente (Fernández)                       |
| 2018   | 9 de Julio (Morteros)                           |
| 2018   | Villa San Antonio (Salta)                       |
| 2018   | River Plate (Embarcación)                       |
| 2018   | Estudiantes (Resistencia)                       |
| 2018   | Don Orione (Barranqueras)                       |
| 2018   | Juventud Urdinarrain                            |
| 2018   | Atlético Carcarañá                              |